# Heike Scharfenberger
Heike Scharfenberger (* 5. Juli 1961 in Ludwigshafen am Rhein) ist eine deutsche Politikerin (SPD). Sie war von 2010 bis 2011 und von 2014 bis 2023 Mitglied des Landtags Rheinland-Pfalz.

## Leben
Nach dem Abitur 1980 am Theodor-Heuss-Gymnasium in Ludwigshafen nahm Scharfenberger ein Studium der Soziologie mit Schwerpunkt Stadt- und Sozialplanung an der Technischen Hochschule Darmstadt auf, das sie 1987 mit der Diplomprüfung abschloss. Von 1987 bis 1988 wirkte sie als Dozentin für Englisch an der VHS Ludwigshafen.
1984 trat Scharfenberger der SPD bei. 2003 wurde sie Mitglied des Ortsbeirats und Vorsitzende des SPD-Ortsvereins von Ludwigshafen-Ruchheim und im Jahr darauf wurde sie zur Ruchheimer Ortsvorsteherin gewählt. Im März 2008 übernahm Scharfenberger im Ludwigshafener Stadtrat den Vorsitz der SPD-Fraktion. 2019 wurde sie aus dem Amt der Ruchheimer Ortsvorsteherin abgewählt.
Nach dem Ausscheiden von Marianne Grosse rückte Scharfenberger am 23. Februar 2010 als Abgeordnete in den Landtag von Rheinland-Pfalz nach. Bei der Landtagswahl 2011 trat sie als Ersatzkandidatin von Günther Ramsauer an, nach seinem Ausscheiden aus dem Landtag rückte sie am 18. Dezember 2014 für ihn nach. Bei den Landtagswahlen 2016 und 2021 gewann sie das Direktmandat im Wahlkreis Ludwigshafen am Rhein II. Im Landtag war sie von 2010 bis 2011 sowie erneut von 2014 bis 2016 Mitglied des Ausschusses für Gleichstellung und Frauenförderung, von 2010 bis 2011 Mitglied des Petitionsausschusses und von 2014 bis 2016 Mitglied des Ausschusses für Soziales, Arbeit, Gesundheit und Demografie, Begleitung der Energiewende in Rheinland-Pfalz. Ab 2014 war sie Mitglied des Ausschusses für Europafragen und Eine Welt und ab 2016 Mitglied des Ausschusses für Inneres, Sport und Landesplanung. Am 1. August 2023 legte sie ihr Landtagsmandat nieder. Für sie rückte Gregory Scholz in den Landtag nach.
Heike Scharfenberger ist verheiratet und hat zwei Söhne.